# (466209) 2012 QF36
(466209) 2012 QF36 es un asteroide perteneciente al cinturón de asteroides, descubierto el 25 de agosto de 2012 por el equipo Spacewatch desde el Observatorio Nacional de Kitt Peak (Arizona, Estados Unidos).